# 李华封 (1916年)
李华封（1916年—1985年），男，安徽霍邱人，中华人民共和国政治人物，曾任江西省总工会主席，江西省政协副主席。